# Dou-Mu Tesserae
Le Dou-Mu Tesserae sono una struttura geologica della superficie di Venere.